# Copa Libertadores 1980
La Copa Libertadores 1980 fue la vigésima primera edición del torneo de clubes más importante de América del Sur, organizado por la Confederación Sudamericana de Fútbol, en la que participaron equipos de diez países sudamericanos: Argentina, Bolivia, Brasil, Chile, Colombia, Ecuador, Paraguay, Perú, Uruguay y Venezuela.
El campeón fue Nacional de Uruguay, que logró su segundo título en la competición. Por ello, jugó la Copa Intercontinental 1980 ante Nottingham Forest de Inglaterra y la Copa Interamericana 1981 frente a los Pumas de la UNAM. Además, se clasificó a la segunda fase de la Copa Libertadores 1981.
Cabe destacar que luego 17 ediciones, ningún equipo argentino llegó a la final.

## Formato
La competición se disputó bajo el mismo formato que se utilizó ininterrumpidamente desde la edición de 1974. El campeón vigente accedió de manera directa a la segunda fase, mientras que los 20 equipos restantes disputaron la primera. En ella, los clubes fueron divididos en cinco grupos de 4 equipos cada uno de acuerdo a sus países de origen, de manera que los dos representantes de una misma asociación nacional debían caer en la misma zona. El ganador de cada uno de los cinco grupos clasificó a la segunda fase, uniéndose al campeón vigente, estableciéndose dos zonas de 3 equipos. El primer posicionado en cada una de ellas accedió a la final, que se llevó a cabo en encuentros de ida y vuelta, disputándose un partido de desempate en caso de ser necesario.
|                           |                           | Equipos que entran en esta fase                                                                          | Equipos que provienen de la fase anterior |
| ------------------------- | ------------------------- | --- | ----------------------------------------- |
| Primera fase (20 equipos) | Primera fase (20 equipos) | - 2 equipos de Argentina, Bolivia, Brasil, Chile, Colombia, Ecuador, Paraguay, Perú, Uruguay y Venezuela |                                           |
| Segunda fase (6 equipos)  | Segunda fase (6 equipos)  | - 1 equipo, campeón de la Copa Libertadores 1979                                                         | - 5 equipos primeros de la Primera fase   |
| Final (2 equipos)         | Final (2 equipos)         | | - 2 equipos primeros de la Segunda fase   |

## Equipos participantes
En cursiva los equipos debutantes en el torneo.
| País                               | Equipo                               | Vía de clasificación |
| ---------------------------------- | ------------------------------------ | --- |
| Argentina 2 cupos                  | River Plate Vélez Sarsfield          | Campeón del Campeonato Metropolitano 1979 y del Campeonato Nacional 1979 Ganador de la serie de partidos entre los subcampeones de los torneos Metropolitano y Nacional |
| Bolivia 2 cupos                    | Oriente Petrolero The Strongest      | Campeón de la Campeonato de Primera División 1979 Subcampeón del Campeonato de Primera División 1979                                                                    |
| Brasil 2 cupos                     | Internacional Vasco da Gama          | Campeón del Campeonato Brasileño de 1979 Subcampeón del Campeonato Brasileño de 1979                                                                                    |
| Chile 2 cupos                      | Colo-Colo O'Higgins                  | Campeón del Campeonato de Primera División 1979 Ganador de la Liguilla Pre-Libertadores 1979                                                                            |
| Colombia 2 cupos                   | América de Cali Santa Fe             | Campeón del Campeonato Colombiano 1979 Subcampeón del Campeonato Colombiano 1979                                                                                        |
| Ecuador 2 cupos                    | Emelec Universidad Católica          | Campeón del Campeonato Ecuatoriano de 1979 Subcampeón del Campeonato Ecuatoriano de 1979                                                                                |
| Paraguay 2 cupos + campeón vigente | Olimpia Sol de América Cerro Porteño | Campeón de la Copa Libertadores 1979 y del Campeonato Paraguayo de 1979 Subcampeón del Campeonato Paraguayo de 1979                                                     |
| Perú 2 cupos                       | Sporting Cristal Atlético Chalaco    | Campeón del Campeonato Descentralizado 1979 Subcampeón del Campeonato Descentralizado 1979                                                                              |
| Uruguay 2 cupos                    | Defensor Sporting Nacional           | 1.º puesto de la Liguilla Pre-Libertadores de América de 1979 2.º puesto de la Liguilla Pre-Libertadores de América de 1979                                             |
| Venezuela 2 cupos                  | Deportivo Táchira Deportivo Galicia  | Campeón de la Primera División de Venezuela 1979 Subcampeón de la Primera División Venezolana 1979                                                                      |

### Distribución geográfica de los equipos
Distribución geográfica de las sedes de los equipos participantes:

## Primera fase

### Grupo 1
| Equipo           | Pts. | PJ | PG | PE | PP | GF | GC | DG  |
| ---------------- | ---- | -- | -- | -- | -- | -- | -- | --- |
| Vélez Sarsfield  | 10   | 6  | 4  | 2  | 0  | 10 | 2  | 8   |
| River Plate      | 10   | 6  | 4  | 2  | 0  | 10 | 3  | 7   |
| Sporting Cristal | 3    | 6  | 1  | 1  | 4  | 5  | 9  | –4  |
| Atlético Chalaco | 1    | 6  | 0  | 1  | 5  | 3  | 14 | –11 |

| \| Fecha \| Lugar \| Local \| Resultado \| Visitante \| \| ------------- \| ------------ \| ---------------- \| --------- \| ---------------- \| \| 16 de febrero \| Lima \| Sporting Cristal \| 0:0 \| Atlético Chalaco \| \| 27 de febrero \| Buenos Aires \| River Plate \| 0:0 \| Vélez Sarsfield \| \| 1 de marzo \| Lima \| Atlético Chalaco \| 0:2 \| Vélez Sarsfield \| \| 11 de marzo \| Buenos Aires \| River Plate \| 3:2 \| Sporting Cristal \| \| 14 de marzo \| Buenos Aires \| Vélez Sarsfield \| 2:0 \| Sporting Cristal \| \| 25 de marzo \| Buenos Aires \| River Plate \| 3:0 \| Atlético Chalaco \| \| 27 de marzo \| Buenos Aires \| Vélez Sarsfield \| 5:2 \| Atlético Chalaco \| \| 9 de abril \| Lima \| Sporting Cristal \| 0:1 \| Vélez Sarsfield \| \| 15 de abril \| Lima \| Sporting Cristal \| 1:2 \| River Plate \| \| 18 de abril \| Lima \| Atlético Chalaco \| 0:2 \| River Plate \| \| 23 de abril \| Lima \| Atlético Chalaco \| 1:2 \| Sporting Cristal \| \| 25 de abril \| Buenos Aires \| Vélez Sarsfield \| 0:0 \| River Plate \| |              |                  |           |                  |
| Fecha | Lugar        | Local            | Resultado | Visitante        |
| 16 de febrero | Lima         | Sporting Cristal | 0:0       | Atlético Chalaco |
| 27 de febrero | Buenos Aires | River Plate      | 0:0       | Vélez Sarsfield  |
| 1 de marzo | Lima         | Atlético Chalaco | 0:2       | Vélez Sarsfield  |
| 11 de marzo | Buenos Aires | River Plate      | 3:2       | Sporting Cristal |
| 14 de marzo | Buenos Aires | Vélez Sarsfield  | 2:0       | Sporting Cristal |
| 25 de marzo | Buenos Aires | River Plate      | 3:0       | Atlético Chalaco |
| 27 de marzo | Buenos Aires | Vélez Sarsfield  | 5:2       | Atlético Chalaco |
| 9 de abril | Lima         | Sporting Cristal | 0:1       | Vélez Sarsfield  |
| 15 de abril | Lima         | Sporting Cristal | 1:2       | River Plate      |
| 18 de abril | Lima         | Atlético Chalaco | 0:2       | River Plate      |
| 23 de abril | Lima         | Atlético Chalaco | 1:2       | Sporting Cristal |
| 25 de abril | Buenos Aires | Vélez Sarsfield  | 0:0       | River Plate      |

Partido desempate
| Fecha | Lugar      |                 | Resultado  |             |
| --- | ---------- | --------------- | ---------- | ----------- |
| 28 de abril                                                                                                | Avellaneda | Vélez Sarsfield | 1:1 (t.s.) | River Plate |
| Vélez Sarsfield clasificó a la segunda fase por haber tenido mejor diferencia de goles en la primera fase. |            |                 |            |             |

### Grupo 2
| Equipo            | Pts. | PJ | PG | PE | PP | GF | GC | DG |
| ----------------- | ---- | -- | -- | -- | -- | -- | -- | -- |
| Nacional          | 10   | 6  | 5  | 0  | 1  | 14 | 4  | 10 |
| The Strongest     | 7    | 6  | 3  | 1  | 2  | 9  | 6  | 3  |
| Defensor Sporting | 4    | 6  | 1  | 2  | 3  | 3  | 8  | –5 |
| Oriente Petrolero | 3    | 6  | 1  | 1  | 4  | 5  | 13 | –8 |

| \| Fecha \| Lugar \| Local \| Resultado \| Visitante \| \| ----------- \| ---------- \| ----------------- \| --------- \| ----------------- \| \| 9 de abril \| Montevideo \| Nacional \| 1:0 \| Defensor Sporting \| \| 9 de abril \| Santa Cruz \| Oriente Petrolero \| 1:0 \| The Strongest \| \| 13 de abril \| Santa Cruz \| Oriente Petrolero \| 1:3 \| Nacional \| \| 13 de abril \| La Paz \| The Strongest \| 2:0 \| Defensor Sporting \| \| 16 de abril \| Santa Cruz \| Oriente Petrolero \| 0:1 \| Defensor Sporting \| \| 17 de abril \| La Paz \| The Strongest \| 3:0 \| Nacional \| \| 23 de abril \| Montevideo \| Defensor Sporting \| 0:3 \| Nacional \| \| 23 de abril \| La Paz \| The Strongest \| 3:2 \| Oriente Petrolero \| \| 27 de abril \| Montevideo \| Nacional \| 5:0 \| Oriente Petrolero \| \| 27 de abril \| Montevideo \| Defensor Sporting \| 1:1 \| The Strongest \| \| 30 de abril \| Montevideo \| Nacional \| 2:0 \| The Strongest \| \| 30 de abril \| Montevideo \| Defensor Sporting \| 1:1 \| Oriente Petrolero \| |            |                   |           |                   |
| Fecha | Lugar      | Local             | Resultado | Visitante         |
| 9 de abril | Montevideo | Nacional          | 1:0       | Defensor Sporting |
| 9 de abril | Santa Cruz | Oriente Petrolero | 1:0       | The Strongest     |
| 13 de abril | Santa Cruz | Oriente Petrolero | 1:3       | Nacional          |
| 13 de abril | La Paz     | The Strongest     | 2:0       | Defensor Sporting |
| 16 de abril | Santa Cruz | Oriente Petrolero | 0:1       | Defensor Sporting |
| 17 de abril | La Paz     | The Strongest     | 3:0       | Nacional          |
| 23 de abril | Montevideo | Defensor Sporting | 0:3       | Nacional          |
| 23 de abril | La Paz     | The Strongest     | 3:2       | Oriente Petrolero |
| 27 de abril | Montevideo | Nacional          | 5:0       | Oriente Petrolero |
| 27 de abril | Montevideo | Defensor Sporting | 1:1       | The Strongest     |
| 30 de abril | Montevideo | Nacional          | 2:0       | The Strongest     |
| 30 de abril | Montevideo | Defensor Sporting | 1:1       | Oriente Petrolero |

### Grupo 3
| Equipo            | Pts. | PJ | PG | PE | PP | GF | GC | DG |
| ----------------- | ---- | -- | -- | -- | -- | -- | -- | -- |
| Internacional     | 9    | 6  | 4  | 1  | 1  | 10 | 3  | 7  |
| Vasco da Gama     | 8    | 6  | 3  | 2  | 1  | 7  | 2  | 5  |
| Deportivo Galicia | 7    | 6  | 3  | 1  | 2  | 4  | 7  | –3 |
| Deportivo Táchira | 0    | 6  | 0  | 0  | 6  | 0  | 9  | –9 |

| \| Fecha \| Lugar \| Local \| Resultado \| Visitante \| \| ----------- \| -------------- \| ----------------- \| --------- \| ----------------- \| \| 23 de marzo \| Caracas \| Deportivo Galicia \| 1:0 \| Deportivo Táchira \| \| 23 de marzo \| Río de Janeiro \| Vasco da Gama \| 0:0 \| Internacional \| \| 13 de abril \| Caracas \| Deportivo Galicia \| 0:0 \| Vasco da Gama \| \| 13 de abril \| San Cristóbal \| Deportivo Táchira \| 0:1 \| Internacional \| \| 17 de abril \| San Cristóbal \| Deportivo Táchira \| 0:1 \| Vasco da Gama \| \| 17 de abril \| Caracas \| Deportivo Galicia \| 2:1 \| Internacional \| \| 20 de abril \| Porto Alegre \| Internacional \| 2:1 \| Vasco da Gama \| \| 20 de abril \| San Cristóbal \| Deportivo Táchira \| 0:1 \| Deportivo Galicia \| \| 27 de abril \| Río de Janeiro \| Vasco da Gama \| 4:0 \| Deportivo Galicia \| \| 27 de abril \| Porto Alegre \| Internacional \| 4:0 \| Deportivo Táchira \| \| 30 de abril \| Río de Janeiro \| Vasco da Gama \| 1:0 \| Deportivo Táchira \| \| 30 de abril \| Porto Alegre \| Internacional \| 2:0 \| Deportivo Galicia \| |                |                   |           |                   |
| Fecha | Lugar          | Local             | Resultado | Visitante         |
| 23 de marzo | Caracas        | Deportivo Galicia | 1:0       | Deportivo Táchira |
| 23 de marzo | Río de Janeiro | Vasco da Gama     | 0:0       | Internacional     |
| 13 de abril | Caracas        | Deportivo Galicia | 0:0       | Vasco da Gama     |
| 13 de abril | San Cristóbal  | Deportivo Táchira | 0:1       | Internacional     |
| 17 de abril | San Cristóbal  | Deportivo Táchira | 0:1       | Vasco da Gama     |
| 17 de abril | Caracas        | Deportivo Galicia | 2:1       | Internacional     |
| 20 de abril | Porto Alegre   | Internacional     | 2:1       | Vasco da Gama     |
| 20 de abril | San Cristóbal  | Deportivo Táchira | 0:1       | Deportivo Galicia |
| 27 de abril | Río de Janeiro | Vasco da Gama     | 4:0       | Deportivo Galicia |
| 27 de abril | Porto Alegre   | Internacional     | 4:0       | Deportivo Táchira |
| 30 de abril | Río de Janeiro | Vasco da Gama     | 1:0       | Deportivo Táchira |
| 30 de abril | Porto Alegre   | Internacional     | 2:0       | Deportivo Galicia |

### Grupo 4
| Equipo               | Pts. | PJ | PG | PE | PP | GF | GC | DG |
| -------------------- | ---- | -- | -- | -- | -- | -- | -- | -- |
| América de Cali      | 9    | 6  | 4  | 1  | 1  | 11 | 7  | 4  |
| Universidad Católica | 6    | 6  | 3  | 0  | 3  | 10 | 5  | 5  |
| Santa Fe             | 5    | 6  | 2  | 1  | 3  | 5  | 5  | 0  |
| Emelec               | 4    | 6  | 2  | 0  | 4  | 5  | 14 | –9 |

| \| Fecha \| Lugar \| Local \| Resultado \| Visitante \| \| ----------- \| --------- \| -------------------- \| --------- \| -------------------- \| \| 9 de marzo \| Guayaquil \| Emelec \| 1:0 \| Universidad Católica \| \| 12 de marzo \| Cali \| América de Cali \| 1:0 \| Santa Fe \| \| 16 de marzo \| Quito \| Universidad Católica \| 4:2 \| América de Cali \| \| 16 de marzo \| Guayaquil \| Emelec \| 0:2 \| Santa Fe \| \| 19 de marzo \| Bogotá \| Santa Fe \| 1:1 \| América de Cali \| \| 23 de marzo \| Quito \| Universidad Católica \| 5:0 \| Emelec \| \| 26 de marzo \| Quito \| Universidad Católica \| 1:0 \| Santa Fe \| \| 26 de marzo \| Guayaquil \| Emelec \| 1:2 \| América de Cali \| \| 30 de marzo \| Cali \| América de Cali \| 1:0 \| Universidad Católica \| \| 30 de marzo \| Bogotá \| Santa Fe \| 1:2 \| Emelec \| \| 2 de abril \| Bogotá \| Santa Fe \| 1:0 \| Universidad Católica \| \| 2 de abril \| Cali \| América de Cali \| 4:1 \| Emelec \| |           |                      |           |                      |
| Fecha | Lugar     | Local                | Resultado | Visitante            |
| 9 de marzo | Guayaquil | Emelec               | 1:0       | Universidad Católica |
| 12 de marzo | Cali      | América de Cali      | 1:0       | Santa Fe             |
| 16 de marzo | Quito     | Universidad Católica | 4:2       | América de Cali      |
| 16 de marzo | Guayaquil | Emelec               | 0:2       | Santa Fe             |
| 19 de marzo | Bogotá    | Santa Fe             | 1:1       | América de Cali      |
| 23 de marzo | Quito     | Universidad Católica | 5:0       | Emelec               |
| 26 de marzo | Quito     | Universidad Católica | 1:0       | Santa Fe             |
| 26 de marzo | Guayaquil | Emelec               | 1:2       | América de Cali      |
| 30 de marzo | Cali      | América de Cali      | 1:0       | Universidad Católica |
| 30 de marzo | Bogotá    | Santa Fe             | 1:2       | Emelec               |
| 2 de abril | Bogotá    | Santa Fe             | 1:0       | Universidad Católica |
| 2 de abril | Cali      | América de Cali      | 4:1       | Emelec               |

### Grupo 5
| Equipo         | Pts. | PJ | PG | PE | PP | GF | GC | DG |
| -------------- | ---- | -- | -- | -- | -- | -- | -- | -- |
| O'Higgins      | 6    | 6  | 2  | 2  | 2  | 8  | 6  | 2  |
| Cerro Porteño  | 6    | 6  | 2  | 2  | 2  | 8  | 7  | 1  |
| Colo-Colo      | 6    | 6  | 2  | 2  | 2  | 11 | 11 | 0  |
| Sol de América | 6    | 6  | 2  | 2  | 2  | 6  | 9  | –3 |

| \| Fecha \| Lugar \| Local \| Resultado \| Visitante \| \| ----------- \| -------- \| -------------- \| --------- \| -------------- \| \| 19 de marzo \| Santiago \| Colo-Colo \| 1:1 \| O'Higgins \| \| 21 de marzo \| Asunción \| Sol de América \| 2:1 \| Cerro Porteño \| \| 25 de marzo \| Asunción \| Sol de América \| 1:4 \| O'Higgins \| \| 28 de marzo \| Asunción \| Cerro Porteño \| 1:0 \| O'Higgins \| \| 8 de abril \| Asunción \| Cerro Porteño \| 5:3 \| Colo-Colo \| \| 11 de abril \| Asunción \| Sol de América \| 2:1 \| Colo-Colo \| \| 16 de abril \| Rancagua \| O'Higgins \| 1:3 \| Colo-Colo \| \| 16 de abril \| Asunción \| Cerro Porteño \| 0:0 \| Sol de América \| \| 22 de abril \| Santiago \| Colo-Colo \| 2:1 \| Cerro Porteño \| \| 22 de abril \| Rancagua \| O'Higgins \| 2:0 \| Sol de América \| \| 25 de abril \| Santiago \| Colo-Colo \| 1:1 \| Sol de América \| \| 25 de abril \| Rancagua \| O'Higgins \| 0:0 \| Cerro Porteño \| |          |                |           |                |
| Fecha | Lugar    | Local          | Resultado | Visitante      |
| 19 de marzo | Santiago | Colo-Colo      | 1:1       | O'Higgins      |
| 21 de marzo | Asunción | Sol de América | 2:1       | Cerro Porteño  |
| 25 de marzo | Asunción | Sol de América | 1:4       | O'Higgins      |
| 28 de marzo | Asunción | Cerro Porteño  | 1:0       | O'Higgins      |
| 8 de abril | Asunción | Cerro Porteño  | 5:3       | Colo-Colo      |
| 11 de abril | Asunción | Sol de América | 2:1       | Colo-Colo      |
| 16 de abril | Rancagua | O'Higgins      | 1:3       | Colo-Colo      |
| 16 de abril | Asunción | Cerro Porteño  | 0:0       | Sol de América |
| 22 de abril | Santiago | Colo-Colo      | 2:1       | Cerro Porteño  |
| 22 de abril | Rancagua | O'Higgins      | 2:0       | Sol de América |
| 25 de abril | Santiago | Colo-Colo      | 1:1       | Sol de América |
| 25 de abril | Rancagua | O'Higgins      | 0:0       | Cerro Porteño  |

## Segunda fase

### Grupo A
| Equipo          | Pts. | PJ | PG | PE | PP | GF | GC | DG |
| --------------- | ---- | -- | -- | -- | -- | -- | -- | -- |
| Internacional   | 6    | 4  | 2  | 2  | 0  | 4  | 1  | 3  |
| América de Cali | 4    | 4  | 0  | 4  | 0  | 0  | 0  | 0  |
| Vélez Sarsfield | 2    | 4  | 0  | 2  | 2  | 1  | 4  | –3 |

| \| Fecha \| Lugar \| Local \| Resultado \| Visitante \| \| ----------- \| ------------ \| --------------- \| --------- \| --------------- \| \| 13 de junio \| Buenos Aires \| Vélez Sarsfield \| 0:1 \| Internacional \| \| 18 de junio \| Cali \| América de Cali \| 0:0 \| Vélez Sarsfield \| \| 25 de junio \| Porto Alegre \| Internacional \| 3:1 \| Vélez Sarsfield \| \| 2 de julio \| Cali \| América de Cali \| 0:0 \| Internacional \| \| 10 de julio \| Porto Alegre \| Internacional \| 0:0 \| América de Cali \| \| 16 de julio \| Buenos Aires \| Vélez Sarsfield \| 0:0 \| América de Cali \| |              |                 |           |                 |
| Fecha | Lugar        | Local           | Resultado | Visitante       |
| 13 de junio | Buenos Aires | Vélez Sarsfield | 0:1       | Internacional   |
| 18 de junio | Cali         | América de Cali | 0:0       | Vélez Sarsfield |
| 25 de junio | Porto Alegre | Internacional   | 3:1       | Vélez Sarsfield |
| 2 de julio | Cali         | América de Cali | 0:0       | Internacional   |
| 10 de julio | Porto Alegre | Internacional   | 0:0       | América de Cali |
| 16 de julio | Buenos Aires | Vélez Sarsfield | 0:0       | América de Cali |

### Grupo B
| Equipo    | Pts. | PJ | PG | PE | PP | GF | GC | DG |
| --------- | ---- | -- | -- | -- | -- | -- | -- | -- |
| Nacional  | 7    | 4  | 3  | 1  | 0  | 5  | 1  | 4  |
| Olimpia   | 5    | 4  | 2  | 1  | 1  | 4  | 2  | 2  |
| O'Higgins | 0    | 4  | 0  | 0  | 4  | 0  | 6  | –6 |

| \| Fecha \| Lugar \| Local \| Resultado \| Visitante \| \| ----------- \| ---------- \| --------- \| --------- \| --------- \| \| 21 de mayo \| Santiago \| O'Higgins \| 0:1 \| Nacional \| \| 11 de junio \| Santiago \| O'Higgins \| 0:1 \| Olimpia \| \| 18 de junio \| Asunción \| Olimpia \| 0:1 \| Nacional \| \| 2 de julio \| Montevideo \| Nacional \| 1:1 \| Olimpia \| \| 9 de julio \| Asunción \| Olimpia \| 2:0 \| O'Higgins \| \| 16 de julio \| Montevideo \| Nacional \| 2:0 \| O'Higgins \| |            |           |           |           |
| Fecha | Lugar      | Local     | Resultado | Visitante |
| 21 de mayo | Santiago   | O'Higgins | 0:1       | Nacional  |
| 11 de junio | Santiago   | O'Higgins | 0:1       | Olimpia   |
| 18 de junio | Asunción   | Olimpia   | 0:1       | Nacional  |
| 2 de julio | Montevideo | Nacional  | 1:1       | Olimpia   |
| 9 de julio | Asunción   | Olimpia   | 2:0       | O'Higgins |
| 16 de julio | Montevideo | Nacional  | 2:0       | O'Higgins |

## Final
| Ida; 30 de julio de 1980 | Internacional | 0:0 | Nacional | Estadio Beira-Rio, Porto Alegre                                  |  |
|                          |               |     |          | Asistencia: 70 000 espectadores Árbitro(s): Jorge Eduardo Romero |  |

| Vuelta; 6 de agosto de 1980 | Nacional      | 1:0 (1:0) | Internacional | Estadio Centenario, Montevideo                                 |                                                                |
|                             | Victorino 34' |           |               | Asistencia: 70 000 espectadores Árbitro(s): Edison Pérez Núñez | Asistencia: 70 000 espectadores Árbitro(s): Edison Pérez Núñez |

|                             |
| Bandera de Uruguay          |
| Campeón Nacional 2.º título |

## Estadísticas

### Goleadores
| Jugador              | Club            | Goles |
| -------------------- | --------------- | ----- |
| Waldemar Victorino   | Nacional        | 6     |
| Osvaldo Damiano      | Vélez Sarsfield | 5     |
| Juan Penagós         | América de Cali | 5     |
| Jorge Sanabria       | Vélez Sarsfield | 5     |
| Eduardo de la Peña   | Nacional        | 4     |
| Ramón Díaz           | River Plate     | 4     |
| Evaristo Isasi       | Olimpia         | 4     |
| Julio César Morales  | Nacional        | 4     |
| José Pascuttini      | América de Cali | 4     |
| Severino Vasconcelos | Colo-Colo       | 4     |